# Гай Римский
Гай Римский (лат. Caius) — церковный писатель начала III в. Его сочинения дошли до нашего времени в отрывках в составе «Церковной истории» Евсевия Кесарийского.
Был клириком при Римском епископе Зефирине (199—217).
Фотий в 48 кодексе Библиотеки сообщает, что Гай Римский был пресвитером Римской Церкви и был рукоположён епископом для язычников (др.-греч. ἐθνῶν ἐπίσκοπον). Иероним Стридонский в «Книге о знаменитых мужах» посвящает Гаю главу 59.

## Сочинения
- «Диалог против монтаниста Прокла»; там указаны места захоронения Петра (Ватикан) и Павла (Via Ostiensis). В этом диалоге Гай Римский перечисляет 13 посланий апостола Павла, но среди них не упоминает Послания к Евреям. Гай считает «Апокалипсис» св. Иоанна сочинением еретика Керинфа. Ипполит в опровержение написал «Capita contra Caium» («Главы против Гая»).
- «Книга против ереси Артемона» (или точнее, "Малый лабиринт", трактат о котором сообщает Феодорит Кирский в своем Haereticarum fabularum compendium 2.5[8]). В ней даны сведения об антиепископе Наталии. Насчет авторства Малого лабиринта (или Книги против ереси Артемона у Евсевия Кесарийского) мнения исследователей расходятся. Наиболее часто предполагаемыми авторами выступают Ориген, Гай Римский и Ипполит. Сам Феодорит отмечает, что «некоторые предполагают, что это произведение Оригена, но стиль [сочинения] опровергает эти предположения» (Haereticarum fabularum compendium 2.5 (PG 83.392)). "Связь Гая Римского с трактатом довольно слаба" - отмечает Стивен Ваерс[9]